# Douze Généraux célestes

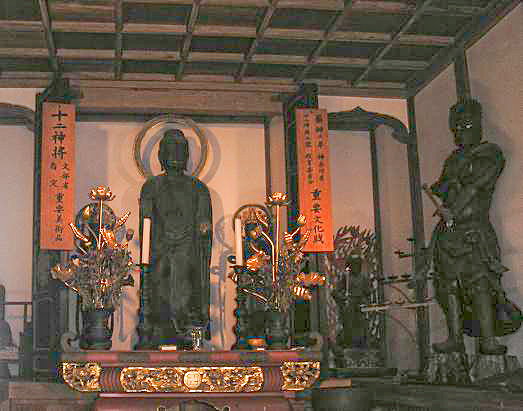
Bouddha Bhaisajyaguru (au centre) accompagné par un des douze généraux célestes

Dans quelques confessions bouddhistes, les douze généraux célestes ou douze généraux divins sont des divinités protectrices, ou yaksha de Bhaisajyaguru, le Bouddha de la guérison. Ils sont présentés dans le  Bhaiṣajyaguruvaidūryaprabharāja sūtra
et collectivement appelés 
- en chinois traditionnel : 十二神將 ; pinyin : Shí'èr Shén Jiāng
- en japonais: 十二神将 (Jūni Shinshō?) ou 十二神王 (Jūni Shinnō?) ou 十二薬叉大将 (Jūni Yakusha Taishō?)[2].

## Noms des généraux
Les noms des généraux sont :
| Sanskrit  | kanji            | Japonais romanisé       | Pinyin              |
| --------- | ---------------- | ----------------------- | ------------------- |
| Kumbhīra  | 宮毘羅 金毘羅 () | Kubira Kompira (Shinto) | Guānpíluò Jīnpeíluò |
| Vajra     | 伐折羅 ()        | Basara, Bazara          | Fázhéluò            |
| Mekhila   | 迷企羅 ()        | Mekira                  | Míqǐluò             |
| Antira    | 安底羅 ()        | Anteira                 | Āndǐluò             |
| Anila     | 頞儞羅 ()        | Anira                   | Ènǐluò              |
| Saṃthila  | 珊底羅 ()        | Santeira                | Shāndìluò           |
| Indāla    | 因達羅 ()        | Indara                  | Yīndàluò Dìshìtiān  |
| Pāyila    | 波夷羅 ()        | Haira                   | Bōyìluò             |
| Mahāla    | 摩虎羅 ()        | Makora                  | Mòhǔluò Mòhóuluòjiā |
| Cindāla   | 真達羅 ()        | Shindara                | Zhēndàluò           |
| Caundhula | 招杜羅 ()        | Shōtora                 | Zhāodùluò           |
| Vikāla    | 毘羯羅 ()        | Bikara Bigyara          | Píjiéluò            |

La déesse Marichi, protectrice des guerriers et protectrice contre le feu, est parfois vénérée comme l'un des Douze généraux célestes.

## Culture populaire
Des statues des douze généraux célestes sont installées à Ngong Ping, Hong Kong, près des statues du Grand Bouddha.

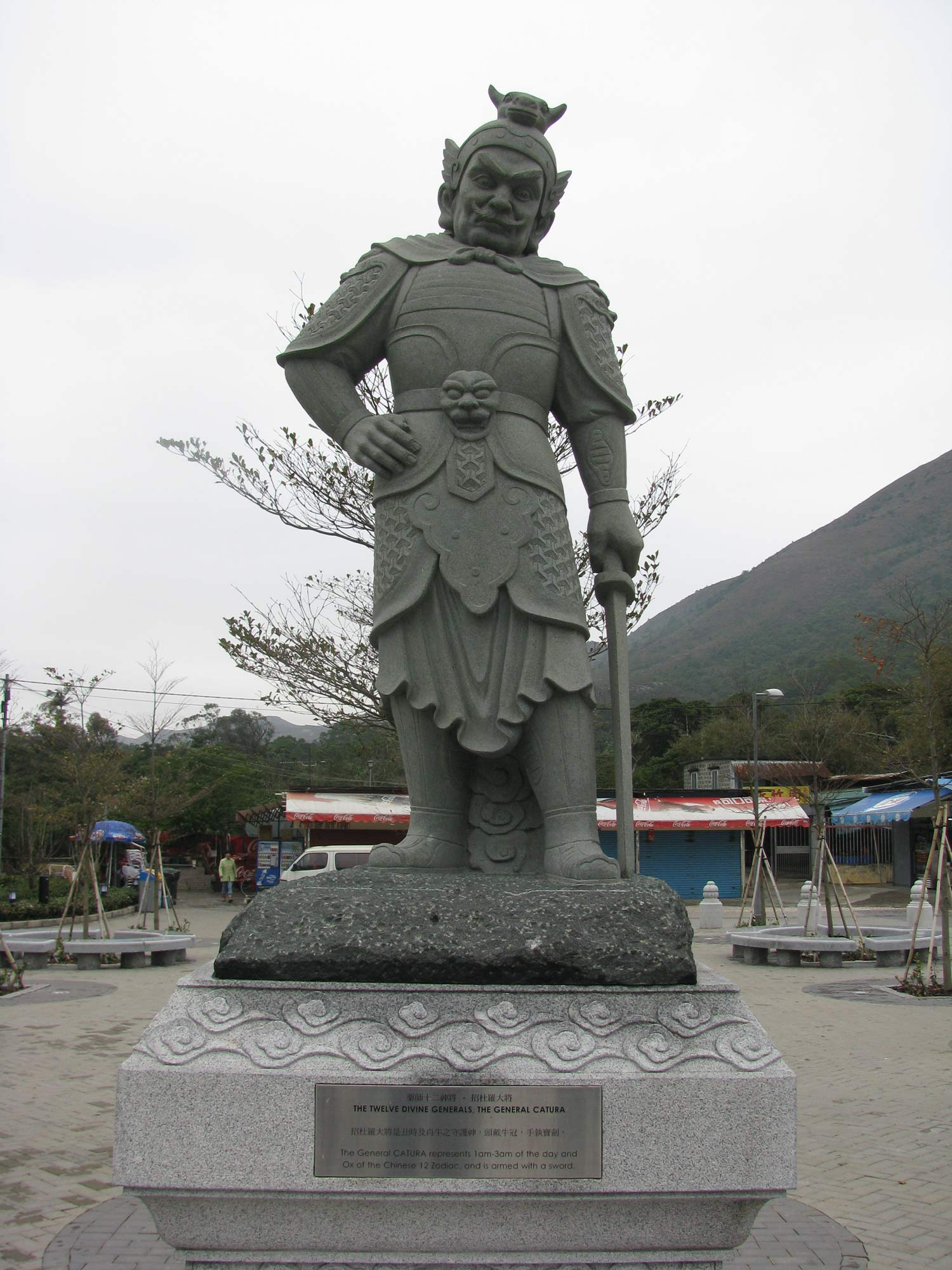
Général Catura à Ngong Ping

Makora est aussi représenté dans le manga jujutsu kaisen comme l’une des invocations d’un personnage principal